# Ancien siège du Tribunal administratif (Tunisie)
L'ancien siège du Tribunal administratif est un bâtiment tunisien situé sur la rue de Rome à Tunis. Il est classé monument historique depuis le 15 janvier 2001.

## Histoire
Le bâtiment est construit en 1907 pour accueillir la succursale de la Banque de l'Algérie. Par la suite, il abrite le siège du Front de libération nationale algérien, du Rassemblement constitutionnel démocratique et enfin du Tribunal administratif.
Le monument est restauré en 2002 par l'Association de sauvegarde de la médina de Tunis.